# Уэйд, Джонатан
Джо́натан Уэ́йд (англ. Jonathan Wade) — австралийский кёрлингист.
В составе мужской сборной Австралии участник чемпионата мира 1997. Серебряный и бронзовый призёр чемпионата Австралии среди мужчин.

## Достижения
- Чемпионат Австралии по кёрлингу среди мужчин: серебро (2001), бронза (2002).

## Команды
| Сезон   | Четвёртый     | Третий       | Второй           | Первый        | Запасной           | Турниры                      |
| ------- | ------------- | ------------ | ---------------- | ------------- | ------------------ | ---------------------------- |
| 1996—97 | Хью Милликин  | Джеральд Чик | Стивен Джонс     | Стивен Хьюитт | Джонатан Уэйд (ЧМ) | ТАЧ 1996 · ЧМ 1997 (7 место) |
| 2000—01 | Джеральд Чик  | Mark Wuschke | Джонатан Уэйд    | Стивен Хьюитт |                    | ЧАМ 2001                     |
| 2001—02 | Джонатан Уэйд | Mark Wuschke | Frederic Legrand | Frank Forster |                    | ЧАМ 2002                     |

(скипы выделены полужирным шрифтом)